# 室井鐵衛
室井 鐵衛（むろい てつえ、1919年9月6日 - 2011年4月5日）は、日本の商学者。元宣伝会議会長、東京国際大学教授。
米田清紀と並び、エリア・マーケティング研究の第一人者であった。商学博士。栃木県出身。

## 来歴
慶應義塾大学経済学部卒業後、時事通信社、中央調査社に勤務し、欧米の市場調査を日本に導入。その後、大広でマーケティング局長、常務取締役となり、広告の近代化と発展を牽引した。
実務の第一線から研究者に転じ、後年は千葉商科大学、東京国際大学大学院教授を務め、後進の育成に寄与した。
1993年から1999年まで株式会社宣伝会議取締役会長を務めた。
エリアマーケティングの第一人者で、長年にわたり広告マーケティング分野で活躍した。
2011年4月5日、老衰のため逝去（享年91）。葬儀が近親者のみで行われたため、同年5月17日に青山ダイヤモンドホールにて株式会社宣伝会議の主催で、お別れの会が行われた。

## 専門
- エリア・マーケティング
- 広告
- マーケティング
- マーケティング・リサーチ

## 室井によるエリア・マーケティングの定義
- 「エリア・マーケティングは、消費者の生活行動空間の基盤としての地域を、市場理解の前提として、消費者のライフ・システムと、その生活ニーズに対応して、企業の対市場活動の効果を創造し、維持し、変化させるマーケティングといえる。個々の製品をいかに市場で消化、還元するかではなく、消費者の生活行動全体の中に、生活ニーズに対応する需要創造への機会を作り出すものである。」[1]

## 著書
- 『マーケティングにおける消費者』ダヴィッド社、1959年。
- 『日本の商圏―新しいマーケティングマップ』ダイヤモンド社、1971年。
- 『市場再開発の技術―ニュー・マーケティングの知識と実務―』ダイヤモンド社、1974年。（米田清紀と共著。）
- 『新・日本の商圏―地域の生活風土と日本のマーケティング―』ダイヤモンドセールス編集企画、ダイヤモンド社[発売]、1976年。
- 『日経文庫;283 商圏の知識』日本経済新聞社、1979年。
- 『管理ポイントシリーズ 広告の管理ポイント』税務経理協会、1980年9月。
- 『商業体制の理論―現代商業の位置づけとマーケティングの展開―』税務経理協会、1982年10月。
- 『エリア・マーケティング』中央経済社、1983年4月。
- 『行動空間へのマーケティング―エリア戦略の論理―』誠文堂新光社、1985年9月。
- 『商業体制の理論―現代商業の位置づけとマーケティングの展開』〔改訂版〕税務経理協会、1990年6月。
- 『生活起点発想とマーケティング革新』国元書房、1991年3月。（井関利明と共著。）
- 『商業体制の理論―現代商業の位置づけとマーケティングの展開―』〔3訂版〕税務経理協会、1997年7月。
- 『マーケティングの視座―課題と提言― Marketing inspection』芙蓉書房出版、2007年8月。